# 세관

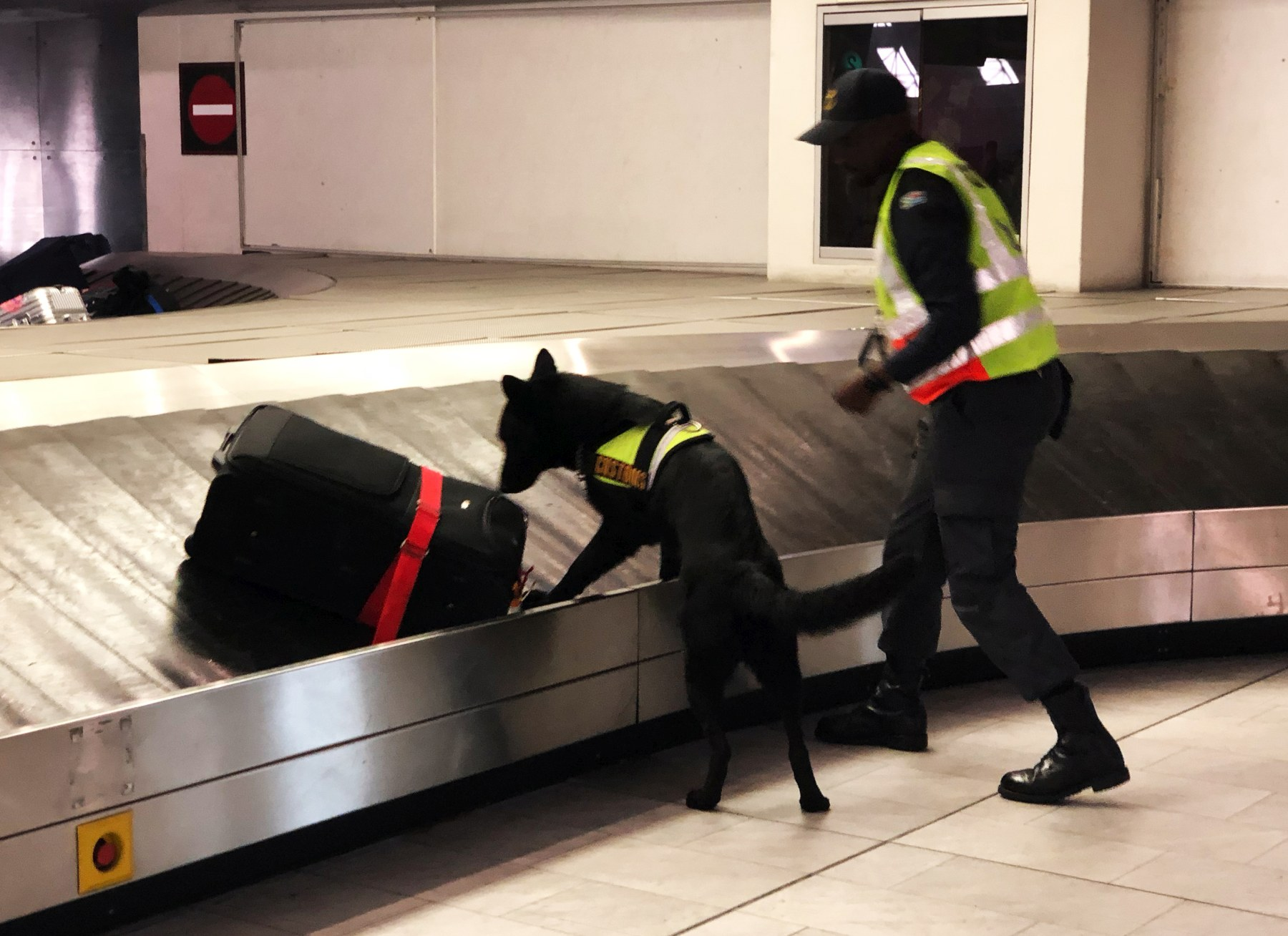

세관(稅關, customs)은 관세청에 소속되어 공항, 항만, 국경 지대에 설치되어 여행자의 소지품과 수출입 화물에 관세를 징수하는 것은 물론, 밀무역, 밀수를 단속, 감시하는 관청이다.
국세는 국세청에 소속된 세무서에서 징수하며, 세관의 관할이 아니다.
모든 기초자치단체별로 설치되어 관내에서 국세청으로부터 국세를 징세하는 세무서하고는 달리 세관은 국경을 접하여 외국하고 무역 따위를 하거나 외국의 항공기, 선박이 출입하는 공항, 항만, 국경에 위치한 행정구역에 한해서만 설치된다.
세관은 관세의 징수 뿐만 아니라 감시역할도 수행한다.

## 세관 전자 실(Seal)
해외에서 입국 시 여행들자의 가방은 단 한 사람도 빠짐없이 엑스레이 판독기를 거쳐야 하는데, 법률로 반입이 금지되어 있는 물품이 발견되는 경우, 세관 요원이 아주 강력한 소리가 나는데다, 실시간 위치 추적이 가능한 색깔별 전자 자물쇠를 채우게 되는데, 전자 자물쇠가 채워진 가방은 반드시 짐 검사를 받아야 한다.
특히, 전자 자물쇠는 관세청 소유의 특수 장비인데다, 세관 담당 직원만이 제거할 수 있다.
억지로 뜯거나 파손을 시도하면 아주 강력한 경보음이 울리며, 실시간 위치 추적도 가능하기 때문에, 세관 직원이 달려와서 즉시 저지할 수 있다. 
자신의 캐리어에 자물쇠가 부착되어 있다면 당황하지 말고, 필요시 자진 신고를 하는 것이 가장 현명한 방법이다(세관 신고서 재확인은 필수).
- 빨간색 ■ :  총포ㆍ도검ㆍ화약류 등의 안전관리에 관한 법률(총포화약법)에 의거.
  - 범죄에 악용될 수 있는 화약, 총포, 탄약, 도검 종류(길이 15cm 이상, 주방용 칼은 제외).
  - 석궁, 전기충격기, 수류탄, 최루탄, 연막탄, 조명탄 같은 폭발물 같은 것이 들어있는 경우.[2]
- 마약류 관리에 관한 법률(마약류관리법)에 의거.
  - 필로폰, 양귀비, 대마초 등의 모든 마약류.
  - 반입이 금지된 무허가 의약품(마약 성분이 들어있는 경우도 포함).[3]
- 국가안전보장법에 의거, 북한 화폐, 엽서, 우표, 음반, 책, 신문, 술, 담배 같은 물품.
  - 위 물품들은 북한에서 외화 벌이를 목적으로 자국의 서적이나 화폐 따위를 상품화하여 중국 현지에서 판매하고 있는 경우가 빈번하다. 따라서 이런 물품은 현행법상 안보위해물품으로 구분되어 있어 반입시 통일부 장관이나 국가정보원장의 승인을 받아야 하며, 국가안전 보장 등을 사유로 반입이 금지돼 있다. 특히, 북한 관련 물품의 경우 이적성 여부에 관해서도 조사를 받을 수 있으므로 주의해야 한다.
- 주황색 ■ : 가축전염병 예방법에 의거, 육가공품의 경우, 아프리카돼지열병 바이러스가 검출되어 국내 양돈 농가에 감염병 · 토착병 같은 환경적 위험 요소가 국내로 확산됨으로써 엄청난 피해가 발생할 위험이 있기 때문에 국내 반입이 엄격하게 금지되어 있다.[4]
  - 모든 생고기(소, 돼지, 닭, 염소, 양, 오리고기 등).
  - 삼겹살, 훈제, 베이컨 종류.
  - 햄, 소시지(간식용은 물론 통조림 포장 제품도 절대 안 됨) 등의 육가공품.
  - 육포, 개인이 가공한 고기 볶음, 갈비 등의 육류(진공 포장 상태라도 절대 안 됨).
  - 오징어, 쥐포, 생 골뱅이, 번데기 등의 모든 해산물(단, 통조림 등의 가공품은 허용).
  - 장조림, 육회, 순대, 만두.
  - 동물 사료.
  - 고추장, 폐백 음식(고기가 들어있는 경우).
  - 커리, 피자, 햄버거, 샌드위치(베이컨, 햄, 소시지 같은 것이 들어있는 경우).
  - 라면 : 스프에 들어있는 고기 성분 때문에 국내 반입은 물론, 해외 현지 반출도 엄격하게 금지되어 있다.[5]
- 노란색 ■ : 관세법에 의거, 면세범위 초과(800$ · 110만 원 내외) 물품. 
  - 담배, 술, 고가 명품이 들어있는 경우.
  - 담배 : 1묶음(10갑, 200개비).
  - 술 : 2병(2리터 이하, 400$ · 55만 원 내외).
  - 향수 : 100ml까지 면세 적용.
  - 지식재산권 침해 물품(흔히 짝퉁 상품이라 부름).[6][7]
    - 여행자들이 오산하는 경우가 두 사람이 함께 구입할 경우 1,600달러, 세 사람의 경우 2,400달러로 합산이 된다고 생각하는 경우가 있는데, 절대 그렇지 않다(여행객 한 사람당 800$로 인정).

- 초록색 ■ : 검역법, 식물방역법에 의거, 수산물 등 식물 검역 대상 물품이 들어있는 경우(검역증명서를 반드시 첨부해야 함), 정체를 알 수 없는 해충이나 병원균 등으로 인하여 국내 생태계에 교란을 일으키게 되며, 최악의 경우 국가적 재난이 발생할 수 있기 때문에 국내 반입이 어렵다.[8]
  - 해외 현지에서 구입한 코코넛 같은 모든 열대 과일.[9]
  - 모든 동물 박제.[10]
  - 전갈, 거미, 지네 등의 외래 생물(국내 생태계 교란 우려 때문에 금지).
  - 앵무새 등의 조류 알.
  - 곶감, 식물 종자, 생채소.
  - 가공되지 않은 생 견과류.
  - 생선회 등의 모든 해산물(법정전염병 감염 우려 때문에 금지).[11]
  - 사탕수수 같은 생물.
  - 돌, 모래, 흙, 화산석 같은 광물.
  - 워싱턴 조약(CITES)에 의거, 멸종위기에 처한 야생 동식물.[12]

## 국내 반입 · 해외 반출이 허용되는 물품(기내 반입, 수하물 모두 가능)
- 김치, 고추장(단, 고기 같은 것이 없어야 함), 김(비닐 포장된 제품에 한함), 젓갈 등의 밑반찬 종류, 떡 등.
- 통조림 종류(단, 육가공품 종류는 제외).
- 참깨 : 5kg까지 면세 한도 적용(그 이상 반입하면 관세 부과).
- 우황청심원 : 30알 까지 반입 허용(그 이상은 압수).
- 가공된 건어물 · 향신료(쥐포, 오징어, 후추 따위), 단 식물 종자, 육포는 제외.
- 꿀, 조청(정제된 제품에 한하며, 이물질이 없어야 함)[13].
- 견과류(땅콩, 잣, 호두, 아몬드등)의 경우 가공된 제품에 한해서만 가능.
- 과일 가공품(말린 과일, 튀긴 과일, 가공 과일칩, 과일젤리 등).
- 음료수, 커피, 우롱차 종류.
- 시리얼, 과자(고기 성분이 들어 있는 경우 제외), 쫀드기 같은 간식거리.
- 곤약젤리(튜브 · 파우치형 제품에 한해서만 가능, 플라스틱 컵 형태는 질식 위험 때문에 제외).
- 의사 처방전이 필요 없는 안전상비의약품(진통제, 일회용 반창고, 멀미약, 해열제, 감기약, 소화제, 연고, 제산제, 드링크, 파스, 비타민제 따위) 종류.
- 유가공품(치즈, 요구르트, 버터 등)의 경우, 여행자 휴대품으로 5kg 까지 검역증명서 등 서류 없이 반입 · 반출 허용(생우유는 변질 우려가 있기 때문에 제외).[14]

만일 세관 검사를 회피할 목적으로 다음 같은 짓을 할 경우, 관세법에 의거, 처벌을 받게 된다.
- 다른 가방에 옮겨 담는 행위.
- 혼잡한 틈을 타 도주하는 행위.
- 전자태그를 고의로 훼손하는 행위.

인천국제공항을 비롯한 국내의 모든 공항은 물론, 항만에서도 엑스선 투시기 같은 장비를 사용하여 모든 여행객들의 짐보따리를 일거수일투족으로 감시하고 있으며, 특히 대리 반입을 시도하거나 의뢰하는 경우, 물품을 몽땅 회수당하는 것은 물론, 의뢰인 뿐만 아니라 대리인 모두 밀수 사범으로 처벌받게 되며, 대리인하고 의뢰인 모두 물건 가격의 최소 20%에서 최대 60%를 벌금으로 내야 하는 엄청난 불이익을 받게 된다.
출국장 면세점에서 구입한 물품 내역은 세관에 자동으로 통보되기 때문에 참고해야 한다.
면세 물품 반입 한도는 800달러(110만 원 내외), 주류는 400$달러(55만 원 내외) 2리터 이하 2병, 향수는 100ml 150$ 이하(20만 원 내외)로 규정되어 있으며, 만일 초과 구입 시 자진신고를 하면 15만 원 한도 내에서 관세의 30%를 할인받을 수 있다.
만일 신고하지 않고 밀반입을 시도하거나, 허위신고를 한 사실이 적발되면 원래 납부액의 40%를 가산세로 물어야 한다.
특히 2년 이내 3차례 적발될 경우 60%로 무거워진다.

## 같이 보기
- 대한민국 관세청
- 세관에서 많이단속되는 물품

1. ↑  참고로 해외에서 식물이라든가, 육류, 수산물, 흙, 등을 반입했다면, 반드시 검역을 거쳐야만 한다(검역은 세관이 아닌 농림축산검역본부 에서 관할).
2. ↑  장식용, 모형 총도 개조할 우려가 있어 반입이 금지되어 있으며, 경찰청장의 승인을 받아야 함.
3. ↑  에브리띵 베이글 시즈닝의 경우에도 파피 시드(양귀비 씨 마약류로 구분) 성분이 들어있어서 국내 반입이 절대 안 된다.
4. ↑  특히 해외에서만 존재하는 병원체의 경우 국내에는 백신이나 치료제 같은 것이 없기 때문에, 국내에 유입될 경우 생태계 파괴로 이어져 국가적 재난으로 이어질 수 있으므로, 유해 병해충이나 외래질병을 사전에 차단하기 위해 해외에서 미신고한 축산물 같은 것은 국내 반입을 엄격하게 금지하고 있다.
5. ↑  이를 모르고 챙겨서 해외 현지로 가져간다든지, 해외 현지에서 국내로 반입을 시도하는 경우, 현지 또는 국내 공항에서 압수 당하는 것은 물론, 벌금 폭탄까지 맞게 되는 곤욕을 치뤄야 하며, 최악의 경우 출입국을 거부당하게 되는 불상사까지 발생하게 되는 수도 있음.
6. ↑  특히, 중국 현지에서 판매하는 유명 상표를 모방한 위조상품(가방, 지갑, 벨트, 구두 등)은 국내 반입이 절대 허용되지 않으며, 싸다고 함부로 구입했다가는, 본전도 찾지 못하게 되는 낭패를 볼 수가 있음.
7. ↑  악어를 포함한 동물 가죽으로 만든 지갑, 벨트, 장신구, 모피, 구두 같은 것은 CITES 조약에 의거, 거래 금지 품목으로 지정되어 있음.
8. ↑  단, 어묵 같은 해산물 가공품의 경우 반입은 가능하지만 상온 보관 시 변질 우려 때문에 금지되어 있음.
9. ↑  곶감이라든가, 채소 같은 것도 일반 재래시장에서 구입한 것은 식물 검역증명서가 없기 때문에 압수를 당하는 등의 곤욕을 치르는 수가 있음.
10. ↑  사향, 표범, 코끼리, 곰, 악어, 비단원숭이, 거북, 호랑이 등의 모든 멸종 위기 동물이 금지 대상.
11. ↑  그중에서 법정전염병 감염 우려가 있는 수산 생물은 수출국에서 발급받은 검역 증명서를 따로 제출해야 하며, 수산양식을 목적으로 반입을 시도할 경우, 어떠한 경우에라도 여행자 휴대품으로 반입이 허용되지 않는다는 사실을 유의해야 한다.
12. ↑  특히, 중국 현지에서는 웅담이라든가 사향 성분이 들어있는 약들이 여행객들에게 버젓이 팔리고 있는데, 웅담하고 사향은 '멸종위기에 처한 야생동·식물의 국제거래에 관한 협약'(CITES)에서 규제하는 품목이라 국내 반입이 곤란하며, 건강보조식품의 경우 희귀 야생 동물이나 포획이 금지된 해양 생물을 원료로 불법 제조된 것들이 상당수에 달한다. 불법 건강보조식품은 성분이 명확하지 않은데다 각종 세균에 바이러스, 기준치를 넘는 중금속 유해 성분이 들어있어서 도리어 국민의 건강을 위협할 수 있다. 따라서 성분이 모호한 약품의 경우, 세관이 회수하여 성분 분석 절차를 판독한 다음 국내 반입 여부를 결정하게 된다.
13. ↑  단, 벌 같은 이물질이 조금이라도 들어 있다면 국내 반입 금지 품목으로 간주되어 압수 당하는 수가 있으므로 주의해야 함.
14. ↑  단, 조건부로 허용이 되며, 국가별로 모두 상이하므로 사전에 미리 확인해야 함. 생산국 수출 회사의 포장지가 훼손되거나, 포장지를 뜯어서 개별 포장하여 반입을 시도할 경우 적절한 살균 처리를 하지 않은 것으로 간주되어 압수 당하는 수가 있으므로 참고해야 함.